# Орсера
Орсера (ісп. Orcera) — муніципалітет в Іспанії, у складі автономної спільноти Андалусія, у провінції Хаен. Населення — 2037 осіб (2010).
Муніципалітет розташований на відстані близько 250 км на південь від Мадрида, 120 км на північний схід від Хаена.
На території муніципалітету розташовані такі населені пункти: (дані про населення за 2010 рік)
- Лос-Арройос: 12 осіб
- Ла-Уета: 5 осіб
- Ла-Мараньйоса: 6 осіб
- Орсера: 1948 осіб
- Вальдемарін: 66 осіб

## Демографія
Динаміка населення (INE ):

## Галерея зображень

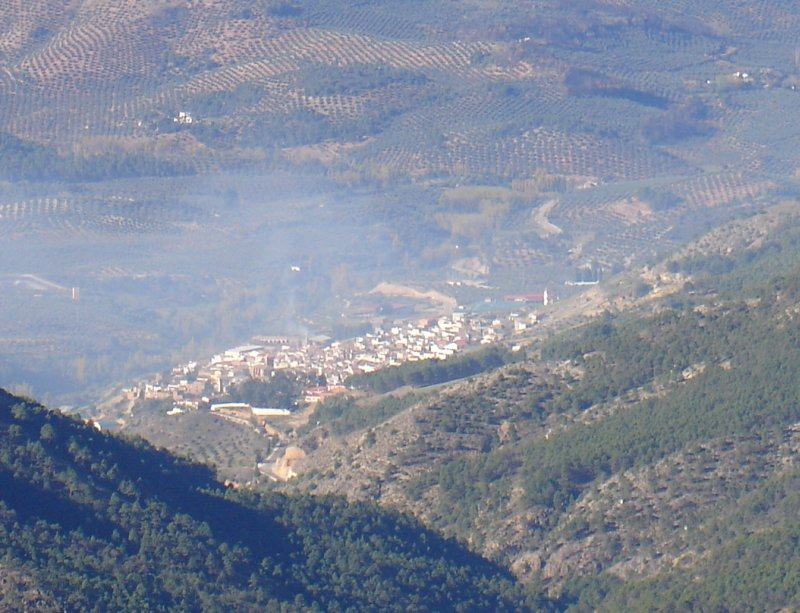
Орсера